# Zonnecel

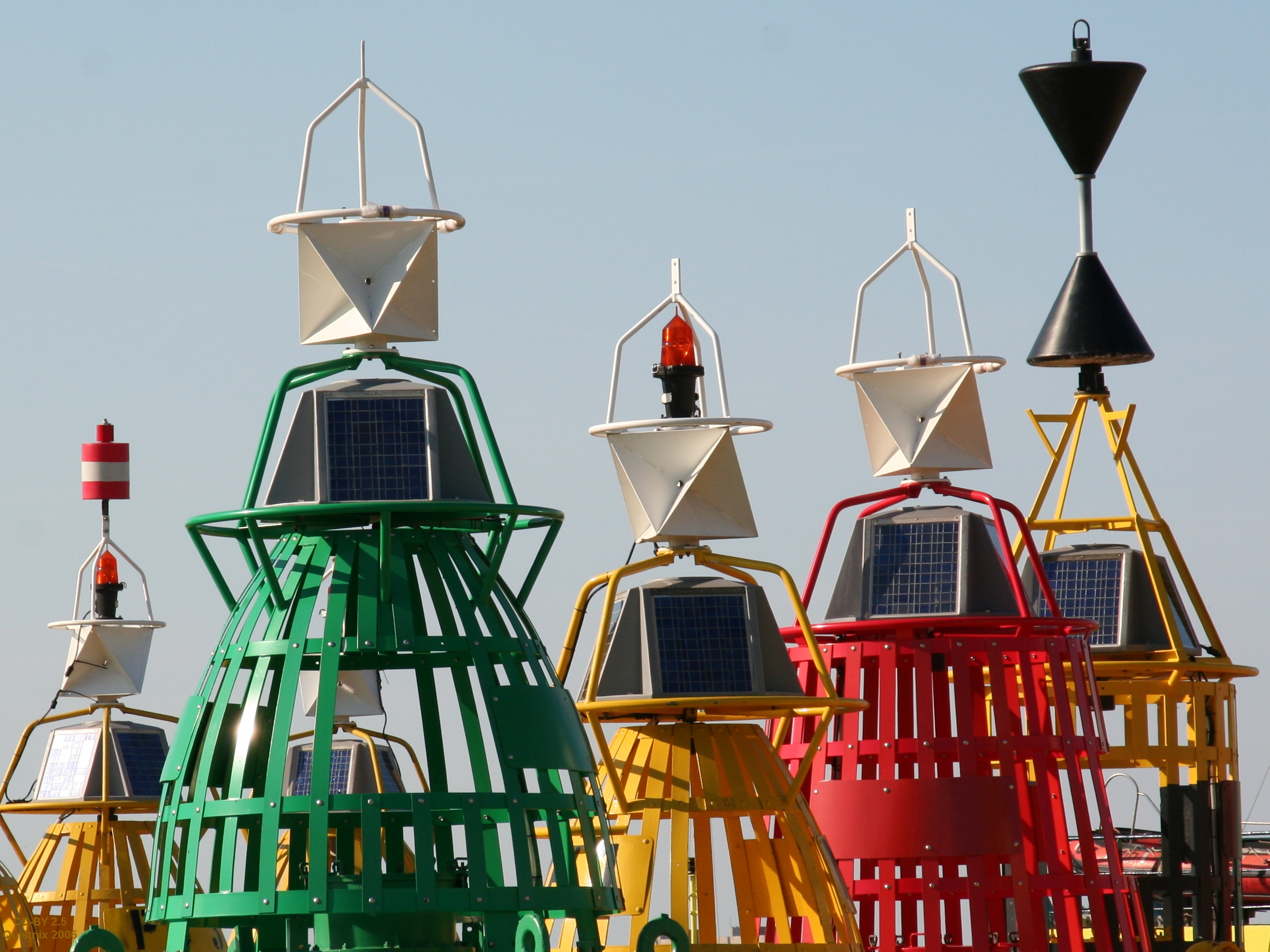
Zonnecellen als energievoorziening op betonning

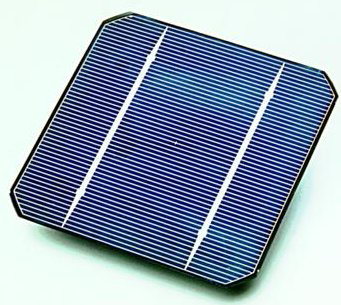
Een enkele zonnecel

Een zonnecel is een elektrische cel die lichtenergie omzet in bruikbare elektrische energie.
Er zijn twee soorten zonnecellen. De bekendste is de geheel uit vaste stof bestaande fotovoltaïsche cel, die met vele tegelijk wordt gemonteerd in zonnepanelen. De tweede is de foto-elektrochemische cel, welke terug te vinden is in foto-elektrochemische generatoren.

## Geschiedenis
Het 'fotovoltaïsch effect' werd voor het eerst waargenomen in 1839 door de Franse natuurkundige Alexandre-Edmond Becquerel. Het duurde echter tot 1883 voordat de Amerikaanse wetenschapper Charles Fritts dit fenomeen benutte voor het bouwen van de eerste zonnecel. Fritts' zonnecel was opgebouwd uit een halfgeleidend seleen gecoat met een extreem dun, transparant laagje goud. Zijn zonnecel kon slechts 1 procent van het licht omzetten in stroom. In plaats van energieopwekking zoals Fritts zelf voor ogen had vond zijn inefficiënte zonnecel voornamelijk toepassing in de fotografie als belichtingsmeter.
Aansluitend maakte de Russisch natuurkundige Aleksandr Stoletov de eerste zonnecel gebaseerd op het principe van het foto-elektrisch effect (eerder in 1887 ontdekt door Heinrich Hertz) waarbij licht direct omgezet wordt in elektriciteit. Het was Albert Einstein die pas in 1905 dit effect wist te verklaren, waarvoor hij in 1921 met de Nobelprijs voor de Natuurkunde werd onderscheiden.
De moderne halfgeleider zonnecel op basis van silicium werd in 1941 gepatenteerd door de Amerikaan Russell Ohl, destijds werkzaam bij Bell Labs. In mei 1939 had hij bij toeval ontdekt dat er spontaan een elektrische stroom werd opgewekt in een siliciumkristal wanneer hij dit bescheen met een bureaulamp. De oorzaak bleek een barst in het kristal te zijn, later de pn-overgang genoemd. Zijn pionierswerk op dit gebied zou uiteindelijk leiden tot de uitvinding van de transistor.
Voortbouwend op het werk van Ohl werd in 1954 een efficiëntere zonnecel ontwikkeld bij Bell Labs door Gerald Pearson, Calvin Fuller en Daryl Chapin. Door silicium te doteren met arseen bouwden ze een zonnecel die een rendement haalde van 4½ tot 6 procent.
Vanwege de hoge productiekosten werden zonnecellen – in eerste instantie – alleen voor speciale toepassingen gebruikt, en dan voornamelijk in de ruimtevaart. Zo was de Amerikaanse satelliet Vanguard 1 in 1958 de eerste die radiosignalen vanuit de ruimte uitzond met een zonnecel van 1 watt. Pas na de oliecrisis werden in de jaren 1980, op basis van galliumarsenide (GaAs), zonnecellen ontworpen met een rendement van meer dan 20 procent.

## Elektronische voeg
Beide soorten cellen hebben gemeen dat zij een junction bezitten, dit is een voeg (of grensvlak) tussen twee materialen met een verschillende soort elektrische geleiding. In een vaste fotovoltaïsche cel is deze voeg een scheidingsvlak tussen een p-type en een n-type halfgeleider. In een natte foto-elektrochemische cel is het een scheidingvlak tussen een halfgeleider en een ionengeleider, meestal een vloeibare elektrolyt.

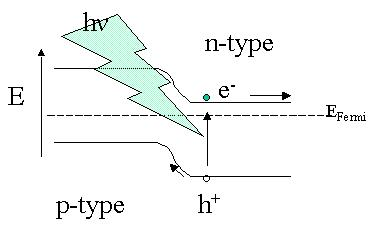
De scheiding van ontstane ladingen op de pn-overgang

Bij blootstelling van een halfgeleider aan licht ontstaan extra ladingsdragers omdat een elektron uit de volle valentieband naar de lege geleidingsband gepromoveerd wordt met behulp van de energie van een ingevangen foton: E=ℎ{\displaystyle \nu } of anders geschreven E=ℎf, waarbij E de foton is (= energie van een lichtpartikel), ℎ de constante van Planck en {\displaystyle \nu } of f de frequentie van het licht. Dit produceert een gat in de valentieband ℎ+ en een elektron e− in de geleidingsband:
ℎ{\displaystyle \nu } ⇒ ℎ + + e−
Dit proces slaat (een deel van) de energie van het foton op. Zonder een voeg is deze opslag van korte duur omdat de twee ladingsdragers elkaar weer snel vernietigen. Daarbij komt de energie als warmte vrij:
ℎ+ + e− ⇒ warmte
Volgens de wetten van de thermodynamica is dat een groot verlies omdat warmte altijd maar voor een beperkt deel weer in arbeid kan worden omgezet. Het is dus zaak om deze wederzijdse vernietiging zo veel mogelijk te beperken en de opgeslagen energie op een andere manier te benutten.
In de buurt van de voeg kunnen de ontstane ladingdragers ruimtelijk van elkaar gescheiden raken en blijft het vernietigingsproces achterwege. Daarmee komt de opgeslagen energie als elektrische arbeid beschikbaar in plaats van als warmte. In het p-type deel liggen de energieën van de banden hoger dan in het n-type gedeelte. Het gevolg is dat ontstane elektronen naar het n-gedeelte zullen gaan en de gaten -zoals een luchtbelletje in een buis vol water- juist de andere kant op. Zo hoopt zich aan de ene zijde een positieve lading op en een negatieve aan de andere kant. Als de beide zijden uitwendig met een metaaldraad verbonden worden gaat er een stroom lopen. De zonnecel is dus een stroombron geworden.

## Opbrengst
De opbrengst van een zonnecel hangt van een aantal verschillende factoren af, bijvoorbeeld:
1. De breedte van de band gap, de energiekloof tussen valentie- en geleidingsband
2. De aard van de energiekloof: direct of indirect
3. De vrije weglengte van de ladingsdragers, vooral van de minderheidsladingdragers

Bij natte cellen zijn er nog een aantal factoren:
1. De ligging van de energiebanden ten opzichte van de redox-koppels in oplossing
2. Het al of niet ontbreken van corrosiereacties

### De breedte van de kloof
Om een ladingdrager naar de hogere band te promoveren moet het foton voldoende energie hebben om de kloof in energie tussen beide banden te overbruggen. Als de breedte van de kloof tussen beide banden Eb is, geldt dat alleen fotonen waarvoor geldt Efoton=ℎ{\displaystyle \nu } ≥ Eb een kans hebben geabsorbeerd te worden. Voor silicium zijn dit fotonen in vrijwel het gehele zichtbare gebied omdat Eb ~ 1.1 eV. Een foton in het blauwe gebied van het zonnespectrum heeft dus meer dan twee keer de benodigde energie voor het promotieproces. Dit overschot gaat echter heel snel verloren. De ontstane ladingdrager valt snel terug naar de bodem (of de top) van de band. Het energie overschot wordt omgezet in warmte. Het gevolg is dat de opgeleverde spanning nooit meer dan ongeveer 1,1 volt zal zijn, maar de stroom is naar verhouding groot omdat veel fotonen van het spectrum ingevangen worden. Bij een bredere kloof wordt de stroom kleiner maar de spanning groter. Omdat het geleverde vermogen het product V*I is, moet men hier dus kiezen of delen en gaat er altijd veel van de beschikbare energie van het licht verloren, tenzij men een lichtzeef maakt met meer dan één kloof.

### Indirecte en directe overgangen
De weergave hierboven van de energietoestanden in een valentie- en een geleidingsband is uiterst vereenvoudigd. In werkelijkheid is in een vaste stof de breedte van de kloof afhankelijk van de richting in het kristal. Als de top van de bezette valentieband en de bodem van de onbezette geleidingsband in dezelfde richting vallen, spreekt men van een directe band gap. In dat geval is de absorptie van licht bij het bereiken van de kritische waarde Efoton = ℎ{\displaystyle \nu } = Eb meteen bijzonder sterk en dit is gunstig voor de opbrengst. We willen immers ieder foton benutten.
Als top en bodem niet in dezelfde richting vallen spreken we van een indirecte overgang. In dat geval moet de overgang gepaard gaan met het opnemen op uitzenden van een fonon. Dit betekent niet alleen dat er energie verspild wordt aan vibraties van het rooster (die uiteindelijk weer tot warmte vervallen) maar ook dat de absorptie boven de kritische waarde, de band edge maar geleidelijk op gang komt. Er worden dus veel fotonen ongehinderd doorgelaten. Silicium heeft een indirecte kloof en hoewel dit materiaal veel toegepast wordt heeft het hierdoor voor toepassing als zonnecel een belangrijke tekortkoming.

### Vrije weglengte
De ladingsdragers moeten een stukje reizen voordat zij in veilig gebied zijn. Zolang een minderheidsladingdrager (een gat in n-gebied of een elektron in de p-zone) nog onderweg is kan er recombinatie en wederzijdse vernietiging plaatsvinden. Het is dus gunstig als de ladingdragers een hoge mobiliteit hebben en dat zij onderweg geen botsingen ondervinden. De mobiliteit hangt sterk af van het materiaal en zijn bandstructuur. De kans op botsingen hangt onder andere af van roosterfouten, korrelgrenzen en andere ongerechtigheden in de stof. Hoe langer de vrije weglengte en hoe hoger de mobiliteit, des te groter de zone rond de voeg waaruit nuttige energie geoogst kan worden.

### De ligging van de redox-koppels
In natte cellen wordt de uittredende minderheidsladingdrager doorgegeven aan een species in oplossing die gereduceerd of geoxideerd kan worden. De geoogste ladingsdrager en zijn energie worden dan elektrochemisch veilig gesteld. Een p-type elektrode levert elektronen die als een krachtig reductiemiddel kunnen optreden, een n-type elektrode is een krachtige oxidator.
Bij het redox proces gaat echter energie verloren als de rand van de gebogen band bij de voeg niet bij de juiste energie uitkomt. Idealiter moet deze energie overeenkomen met de redox-potentiaal van de redox-species in oplossing, maar dit is zelden het geval.

### Fotocorrosie en het opslagprobleem
Elektrische energie opslaan is niet eenvoudig. Opslag gaat vaak met grote verliezen gepaard. Omdat de zon nu eenmaal niet constant schijnt is dit een belangrijk probleem van de zonnecel. Er is niet alleen de dag-nacht cyclus maar ook de zomer-winter cyclus en natuurlijk het weer om mee rekening te houden.
Natte cellen leggen energie chemisch vast en dit lost meteen het opslagprobleem van de geleverde stroom op. Er zit echter ook een negatieve kant aan. Er kunnen namelijk ook ongewenste reducties en oxidaties plaatsvinden die bijvoorbeeld het halfgeleidermateriaal zelf aantasten.
Er zijn echter ook hybride systemen denkbaar (en ook uitgevoerd). Het is bijvoorbeeld mogelijk een groot aantal kleine fotovoltaïsche p/n-Si celletjes in een oplossing van HBr te dompelen. De geleverde stroom elektrolyseert HBr tot Br2 en H2 die opgevangen worden en in een brandstofcel weer in HBr (+ stroom) omgezet worden. Een dergelijk (gesloten) systeem was al in de vroege jaren 1980 bekend.